# Nils Mathiasson
Nils Peter Mathiasson, född 24 november 1868 i Malmö, död 25 september 1959, var en svensk industriman.
Mathiasson, som var lantbrukarson, genomgick folkskola och teknisk skola i Malmö, erhöll amerikansk privatundervisning i handelsteknik och -organisation, var bokhållare i Topeka, Kansas, statistiker vid Atchison, Topeka and Santa Fe Railways huvudkontor 1886–1892, bokhållare och kassör vid Svenska Spritförädlings AB i Malmö 1893–1899, vice verkställande och verkställande direktör i Helsingborgs Spritförädlings AB 1899–1910, verkställande direktör i Reymersholms Gamla Industri AB i Helsingborg från dess bildande på hans initiativ 1910–1931. 
Mathiasson var ordförande i AB Mataki, Frillestads kommunalfullmäktige, vice ordförande i kommunalnämnden och i The International Superphosphate Manufactures Association i London samt styrelseledamot i ett flertal industriföretag och banker. På senare år ägnade han sig helt åt sitt jordbruk. Han var ledamot av Kungliga Ingenjörsvetenskapsakademien.